# Bondenbach
Der Bondenbach ist ein knapp 1 km langer linker und nordwestlicher Zufluss der Usa.

## Geographie

### Verlauf
Der Bondenbach entspringt im Taunus nördlich vom Neu-Anspacher Stadtteil Westerfeld und westlich der K 723 auf etwa 313 m ü. NHN in einer Wiese der Flur In der oberen Bodenbach. Er fließt zunächst in südöstlicher Richtung, kreuzt dann die K 723 und läuft danach zwischen Wiesen und Felder durch die Flur In der unteren Bodenbach. Er unterquert nun zunächst die Gleisanlagen der RB 15 und danach die L 3270 (Usinger Straße), wechselt dann südlich des Sonnenhofes nach Osten, bildet danach in der Flur Am Girn einen kleinen dreieckigen Teich und mündet schließlich  in der Flur Im kleinen Grund auf etwa 279 m ü. NHN von links in die Usa ein.

### Flusssystem Usa
- Fließgewässer im Flusssystem Usa